# Saint-Vincent-de-Paul (Landas)
 Saint-Vincent-de-Paul  (en occitano Sent Vincenç de Pau) es una población y comuna francesa, situada en la región de Aquitania, departamento de Landas, en el distrito de Dax y cantón de Dax-Nord.
Su nombre se debe a San Vicente de Paúl que fue un sacerdote nacido allí.
Hasta 1828 se llamó Pouy (en occitano Lo Poi (d'Acs)

## Demografía
| 1515 | 1557 | 1584 | 1696 | 1775 | 2141 |
| Para los censos de 1962 a 1999 la población legal corresponde a la población sin duplicidades (Fuente: INSEE [Consultar]) |      |      |      |      |      |

## Personajes vinculados
- San Vicente de Paul.